# Българска марксистка историография
Българската марксическа историография е официално направление в развитието на българската историография след 9 септември 1944 г.
Налага се в повечето от случаите принудително на научната общност във връзка с установената тоталитарна диктатура от болшевишки тип в България.

## Същност
Българската марксическа историография има за цел да приведе българската историография в съответствие с идеологическите тези на марксизма-ленинизма. В изпълнение на поставената задача от БКП се пристъпва към охулване на неудобни на властта български историци от „буржоазния период“, както означават периода преди Деветосептемврийския преврат. На национално съвещание на историците през 1948 година най-известните имена на българската медиевистика са охарактеризирани с клишета като представители на „филологическия формализъм“ (Васил Златарски, Петър Ников) и „идеалистически носители на националистически и фашистки възгледи“ (в лицето на Петър Мутафчиев).

Същността на процеса към идеологизация на българската историография през този период се съдържа в думите на Георги Димитров, изречени през 1946 година: 
| „                        | Ние се нуждаем като хляб и въздух от своя собствена марксическа философия на нашата история. | “ |
| Георги Димитров, 1946 г. |                                                                                              |   |

 Първият виден представител на новото направление в българската историография е Александър Бурмов, който се опитва да подчини методологическите изследвания в историографията на догмите на марксизма-ленинизма. Програмен характер в тази насока носи публикуваната в списание „Исторически преглед“ статия на Бурмов от 1945 година, озаглавена „Феодализмът в България“. В процеса към идеологизация на българската историография активна роля със своите статии и внушения играе списание „Исторически преглед“.

## Периодизация
След Априлския пленум се забелязва постепенно охлаждане на процеса към идеологизация на българската историография. Има белези и за реабилитация на някои от тезисите и класиците в българската историография. Налице е, и известна доза толерантност към някои от трудовете на видните български историографи. Постепенно дейците на тази нова насока в развитието на българската марксическа историография се групират в кръга около Людмила Живкова.

## Институционализация
Главен идеологически стожер и рупор на марксическата историография е института по история на БКП към ЦК на БКП.

## Последствия
Българската марксическа историография нанася сериозен удар върху обективното и безпристрастно изследване на българската история, осуетявайки и забавяйки научните дирения, разработки и представяния в историографията.